# Friedrich von Hering
Friedrich Samuel Hering, seit 1864 von Hering (* 27. September 1794 in Marienwerder; † 14. November 1871 in Berlin) war ein preußischer Generalleutnant und Direktor des Militär-Ökonomie-Departement im Kriegsministerium.

## Leben

### Herkunft
Friedrich war der Sohn von Friedrich August Hering (1762–1831) und dessen Ehefrau Friederike Marianne Karoline, geborene Müller (1773–1851). Sein Vater war Kriegs- und Domänenrat in Marienwerder und später bei der Oberrechnungskammer in Potsdam.

### Militärkarriere
Hering besuchte das Gymnasium Marienwerder und trat am 25. März 1813 als Freiwilliger Jäger in das Jägerdetachement des Leib-Infanterie-Regiments der Preußischen Armee ein. Am 31. Mai 1813 avancierte er zum Sekondeleutnant bei der Schlesischen Landwehr, bevor er Mitte Juni 1813 wieder im Leib-Infanterie-Regiment verwendet wurde. Während der Befreiungskriege kämpfte Hering bei Großbeeren, Bautzen, an der Katzbach, Leipzig, Colditz, Königswartha, Siegersdorf, Bunzlau, Freyburg, Montmirail, Chateau-Thierry, Mery, Trilport, Wavre, St.Germain, Paris und Ligny und dem Übergang bei Wartenburg. Für die Blockade von Mainz erhielt er den Orden des Heiligen Georg IV. Klasse und für Chatillon das Eiserne Kreuz II. Klasse.
Nach dem Krieg stieg Hering bis Mitte Mai 1834 zum Hauptmann und Kompaniechef auf. Unter Beförderung zum Major wurde er am 28. März 1841 Kommandeur des Landwehrbataillons im 40. Infanterie-Regiment. Von dort wurde er am 25. November 1848 als Bataillonskommandeur in das 26. Infanterie-Regiment versetzt und Mitte November 1849 zum Oberstleutnant befördert. Am 7. Januar 1851 beauftragte man Hering mit der Führung des 24. Landwehr-Regiments. Daran schloss sich ab dem 17. April 1851 eine Verwendung als Kommandeur des 32. Infanterie-Regiment an. In dieser Stellung wurde er am 19. April 1851 zum Oberst befördert. Am 10. Mai 1855 wurde er Kommandeur der 8. Infanterie-Brigade und am 10. Juli 1855 à la suite seines bisherigen Regiments gestellt. Dort wurde er am 12. Juli 1855 zum Generalmajor befördert. Am 3. Juli 1858 wurde Hering als Direktor des Militär-Ökonomie-Departements in das Kriegsministerium nach Berlin versetzt. Zugleich war er auch als Präses der Ober-Examinationskommission für Intendanturbeamte sowie als Mitglied des Direktoriums des Großen Militär-Waisenhauses in Potsdam tätig. Er wurde am 31. Mai 1859 zum Generalleutnant befördert und anlässlich der Krönungsfeierlichkeiten von König Wilhelm I. am 18. Oktober 1861 mit dem Roten Adlerorden I. Klasse mit Eichenlaub ausgezeichnet. Am 25. März 1863 erhielt Hering aus Anlass seines 50-jährigen Dienstjubiläums den Kronen-Orden II. Klasse sowie am 11. Juni 1864 den Orden der Heiligen Anna. Er wurde schließlich am 20. Juni 1864 mit Pension zur Disposition gestellt.
In Würdigung seiner langjährigen Verdienste erhob ihn König Wilhelm I. am 20. Juni 1864 in den erblich preußischen Adelsstand. Er starb am 14. November 1871 in Berlin.

### Familie
Hering heiratete am 29. Mai 1823 in Münster Mathilde von Glaubitz (1798–1876), eine Tochter des Generals Johann Sigismund von Glaubitz. Aus der Ehe gingen folgende Kinder hervor:
- Clementine (1824–1901) ⚭ 1845 Albert von Broen († 1887), preußischer Oberst a. D.
- Auguste (1826–1828)
- Klara (* 1828) ⚭ 1850 Benno von Sausin (1809–1888), preußischer Generalmajor
- Eugen (1833–1892), preußischer Generalleutnant

⚭ 1865 Elisabeth von Roehl (1840–1868)
⚭ 1871 Margarete von Tettau (* 1848)